# Polyspilota robusta
Polyspilota robusta är en bönsyrseart som beskrevs av Roger Roy 1989. Polyspilota robusta ingår i släktet Polyspilota och familjen Mantidae. Inga underarter finns listade i Catalogue of Life.